# Erich Fritz (Mediziner)
Erich Fritz (* 2. Februar 1899 in Hötting, Tirol; † 28. Dezember 1989 in Hamburg) war ein österreichischer Rechtsmediziner und Hochschullehrer.

## Leben
Erich Fritz absolvierte nach dem Ende seiner Schullaufbahn ein Studium der Medizin, das er 1925 mit Staatsexamen und Promotion zum Dr. med. abschloss. Anschließend war er von Anfang August 1925 bis Ende Juli 1936 als Assistent am Institut für gerichtliche Medizin der Universität Innsbruck  tätig, wo er sich 1935 habilitierte. Danach wechselte er an das Institut für gerichtliche Medizin der Universität Münster und Ende 1937 an die Universität München unter Hermann Merkel, wo er als erster Assistent und Privatdozent für gerichtliche Medizin wirkte. Er war Mitglied des NS-Dozentenbundes, beantragte am 18. Mai 1938 die Aufnahme in die NSDAP und wurde rückwirkend zum 1. Mai desselben Jahres aufgenommen (Mitgliedsnummer 6.359.656). Anfang Januar 1942 folgte Fritz dem Ruf auf den Lehrstuhl für gerichtliche Medizin an die Universität Hamburg, wo er als Direktor auch dem Institut für gerichtliche Medizin vorstand. Fritz lehrte in Hamburg bis zu seiner Emeritierung 1967.
Fritz publizierte zu Schussverletzungsuntersuchungen, pathologisch-anatomischen Problemen und serologischen Themen.